# Pseudbarydia severa
Pseudbarydia severa är en fjärilsart som beskrevs av Druce 1889. Pseudbarydia severa ingår i släktet Pseudbarydia och familjen nattflyn. Inga underarter finns listade i Catalogue of Life.